# Distrito de Yarinacocha
El distrito de Yarinacocha es uno de los siete que conforman la  provincia de Coronel Portillo, ubicada en el departamento de Ucayali en el Oriente del Perú.

## Historia

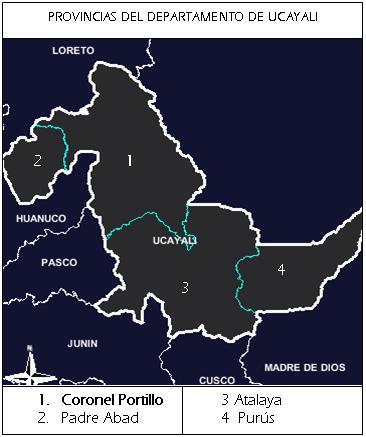
División política de Ucayali desde 1980. El distrito se observa al norte.

Distrito creado en 1964 con capital en el pueblo de Puerto Callao  e integrado por los pueblos y caseríos de Yarinacocha, Cashibococha, San José, San Juan y San Francisco de Yarinacocha, Nuevo Destino, Nueva Luz de Fátima, San Pablo de Tushmo y el asentamiento humano intercultural La Nueva Era. Sus límites son modificados en 1982.
Tiene una extensión superior a los 197 kilómetros cuadrados y una población superior a los 67 000 habitantes.

## Geografía
Limita al norte, sur y este con el distrito de Callería y al oeste con el distrito de Nueva Requena y el distrito de Campo Verde. En este distrito se encuentra en Aeropuerto Internacional Capitán FAP David Abensur Rengifo y el Aeropuerto de OFASA ubicado en el Instituto Lingüístico de Verano.

## Demografía
En este distrito de la Amazonia peruana habita las etnias Pano grupo shipibo-conibo autodenominado Joni' y también la Tupi-Guaraní grupo Cocama-Amahuaca.

## Autoridades

### Municipales
- 2023-2026[4]
  - Alcalde: Katherin Rodríguez Díaz
  - Regidores:

  1. Noemí Jacobeth Rojas Susanibar
  2. Charles Ayllón Pinchi
  3. Lienci Ayli Silva Navarro
  4. Gabriel Alejandro Garayar Tamani
  5. Bárbara Milagros Díaz Rengifo
  6. Waldemir Lenin Soria Vásquez
  7. Mercy Anita Vásquez Ibarra
  8. Verónica Ceil Bardales Noriega
  9. Jesús Adrián Arirama Malafaya
  10. Rebeka Nikoll Ruíz Flores
  11. Luis Manuel Ruiz Reátegui

### Religiosas
- Obispo de Pucallpa: Monseñor Gaetano Galbusera Fumagalli, SDB.[5]

## Turismo
Este distrito cuenta con paisajes naturales y los recursos turísticos más importantes son:
- Laguna Yarinacocha, en Puerto Callao.
- Laguna Cashibococha, en Cashibococha.

## Enlaces externos

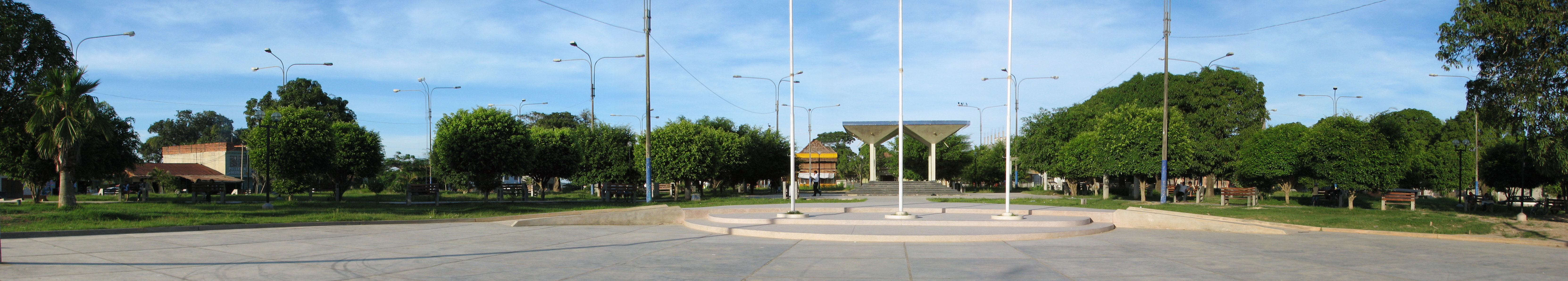
Yarinacocha.